# ميكي ماثيوز
ميكي ماثيوز (بالإنجليزية: Mickey Matthews)‏ هو مدير فني أمريكي، ولد في 8 نوفمبر 1953 في أندروز في الولايات المتحدة.